# Ja’akow Agam
Ja’akow Agam (hebr. ‏יעקב אגם‎), właśc. Jacob Gipstein (ur. 11 maja 1928 w Riszon le-Cijjon) – izraelski rzeźbiarz i artysta wizualny zajmujący się op-artem i sztuką kinetyczną.

## Życiorys
Pochodzi z religijnej żydowskiej rodziny. Studiował w Akademii Besaleela w Jerozolimie. Kontynuował studia w Zurychu, a następnie w Paryżu, gdzie osiadł na stałe.
W 1953 w paryskiej Galerie Craven miała miejsce jego pierwsza indywidualna wystawa. W 1955 jego prace wystawiono w Galerie Denise René wśród prekursorów sztuki kinetycznej. W Tel Awiwie artysta zaprojektował Fontannę Ognia i Wody na placu Dizengoffa (1986). Podczas remontu placu w 2019 dzieło zostało oszpecone i pozbawione kolorowych detali oraz mechanizmu obrotowego i płomienia stworzonego przez jego twórcę.

## Twórczość
Zajmuje się zarówno malarstwem (jego obrazy utrzymane są zazwyczaj w stylu op-artu), jak i rzeźbą i projektowaniem elementów małej architektury, m.in. fontann.

## Galeria

Paryż – widok na Grande Arche i fontannę projektu Ja’akowa Agama (1975)
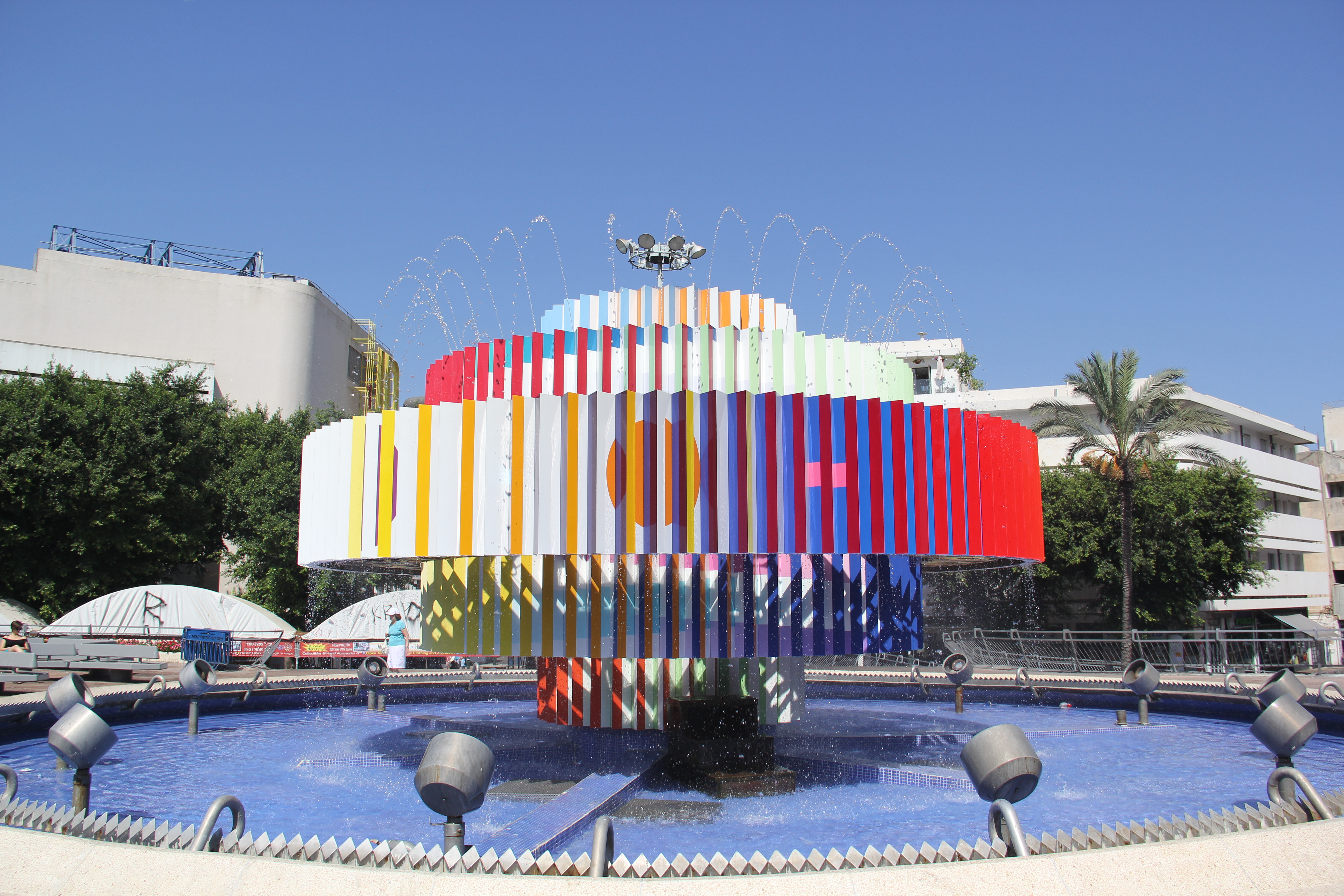
Fontanna Ognia i Wody na placu Dizengoffa w Tel Awiwie (1986)
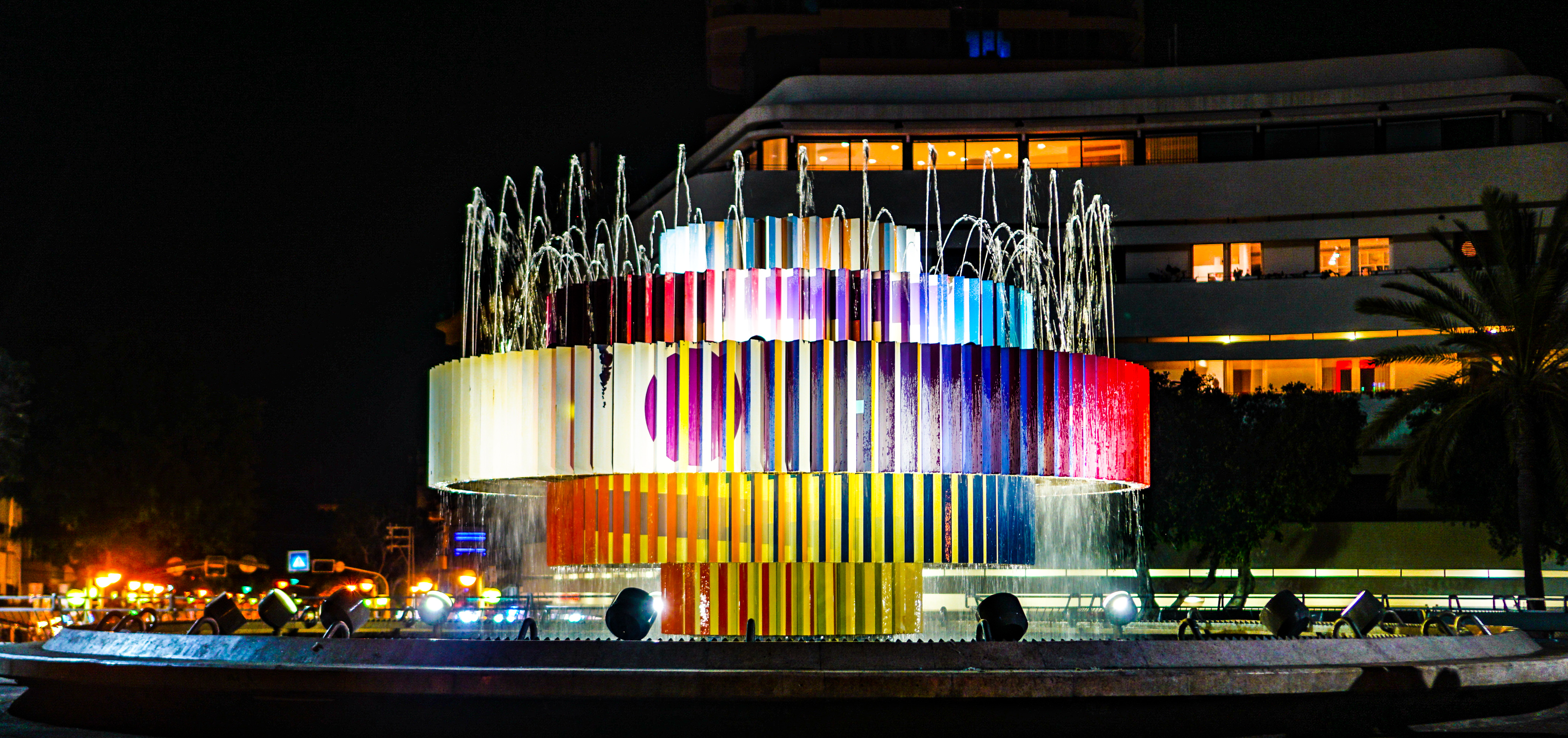
Fontanna Ognia i Wody
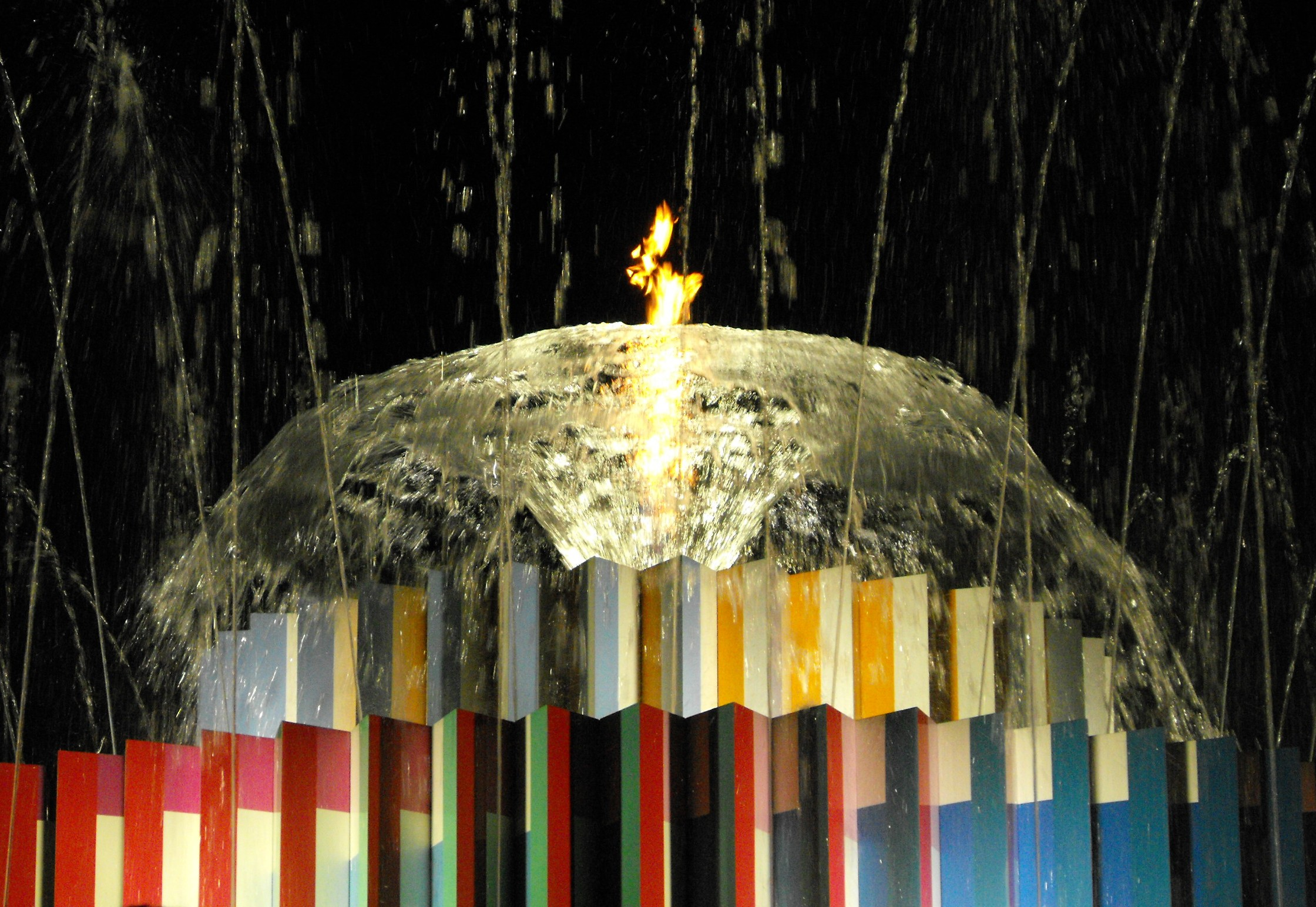
Fontanna Ognia i Wody